# Ivan Satrapa
Ivan Satrapa, född den 13 juli 1946 i Prag, Tjeckien, är en tjeckoslovakisk handbollsspelare.
Han tog OS-silver i herrarnas turnering i samband med de olympiska handbollstävlingarna 1972 i München.